# Камышёво (Сахалинская область)
Камышёво — село в Холмском городском округе Сахалинской области России.

## География
Село находится на расстоянии 11 км к юго-востоку от города Холмск, административного центра округа.

## История
До 1945 года принадлежало японскому губернаторству Карафуто и называлось Такарадай (яп. 宝台). После передачи Южного Сахалина СССР село 15 октября 1947 года получило современное название — по своему положению у Камышового хребта.

## Население
| 2002 | 2010 | 2021 |
| ---- | ---- | ---- |
| 0    | →0   | →0   |